# 1596 Itzigsohn
1596 Itzigsohn eller 1951 EV är en asteroid i huvudbältet som upptäcktes den 8 mars 1951 av den argentinske astronomen Miguel Itzigsohn vid La Plata observatoriet. Den har fått sitt namn efter sin upptäckare.
Asteroiden har en diameter på ungefär 45 kilometer.